# Masters de Indian Wells 1989
El 1989 Newsweek Champions Cup and the Virginia Slims of Indian Wells fue la 14.ª edición del Abierto de Indian Wells, un torneo del circuito ATP y WTA Tour. Se llevó a cabo en las canchas duras de Indian Wells, en California (Estados Unidos), entre el 13 y el 20 de marzo de ese año.

## Ganadores

### Individual masculino
Miloslav Mečíř venció a  Yannick Noah, 3–6, 2–6, 6–1, 6–2, 6–3

### Individual femenino
Manuela Maleeva venció a  Jenny Byrne, 6–4, 6–1

### Dobles masculino
Boris Becker /  Jakob Hlasek vencieron a  Kevin Curren /  David Pate, 7–6, 7–5

### Dobles femenino
Hana Mandlíková /  Pam Shriver vencieron a  Rosalyn Fairbank /  Gretchen Magers, 6–3, 6–7(4–7), 6–3